# Hemiceras proximata
Hemiceras proximata är en fjärilsart som beskrevs av Paul Dognin 1924. Hemiceras proximata ingår i släktet Hemiceras och familjen tandspinnare. Inga underarter finns listade i Catalogue of Life.